# 남대문시장
남대문시장(南大門市場)은 서울특별시 중구, 숭례문(남대문) 부근 동쪽에 위치한 종합재래시장이다. 서울 지하철 4호선 회현역과 가깝다.
남대문 부근 시장의 기록은 조선 초기인 태종 때나 세종 때에도 확인된다. 임진왜란 이후(1608년)로 선혜청이 세워져 시장이 형성되었다. 일제강점기인 1922년 이후로는 일본인 회사에 의해 운영되었으나, 광복 후 상인연합회가 구성되었다.
현재 남대문 시장은 동대문 시장과 함께 서울의 2대 시장 중 하나이다. 숭례문을 기점으로 사방에 크고 작은 1만점 이상의 상점이 줄지어 서 있다. 이 시장에는 토산물/일용품/식료품/의료품 등을 취급하고 있다.
근처에는 명동, 한국은행, 국민은행 본점 등이 있다. 또한 남대문 시장 외곽에 신세계백화점 본점이 있어 외국인이 많이 찾는다. 또한 버스로 한 정거장 뒤에는 롯데백화점 본점이 있다.

## 역사
- 1414년(태종 14년): 조정에서 남대문에 가게를 지어 상인들에게 대여
- 1608년(선조 41년): 선혜청(宣惠廳) 설치로 사상도매(私商都賣) 시장 형성
- 1921년 3월: 송병준(宋秉畯), 조선농업주식회사(朝鮮農業株式會社) 설립
- 1922년: 일본 중앙물산주식회사(中央物産株式會社), 시장 경영권 인수
- 1950년: 한국 전쟁 발발로 폐허가 됨
- 1950년 9월 28일: 서울 수복으로 다시 시장 형성
- 1953년: 화재 발생으로 전소
- 1954년: 서울남대문시장주식회사 설립
- 1957년: 서울남대문시장주식회사 해산
- 1963년: 남대문시장주식회사 재발족
- 1968년: 화재 발생
- 1975년: 화재 발생
- 1977년: 남대문시장 화재 사고 발생

## 갤러리

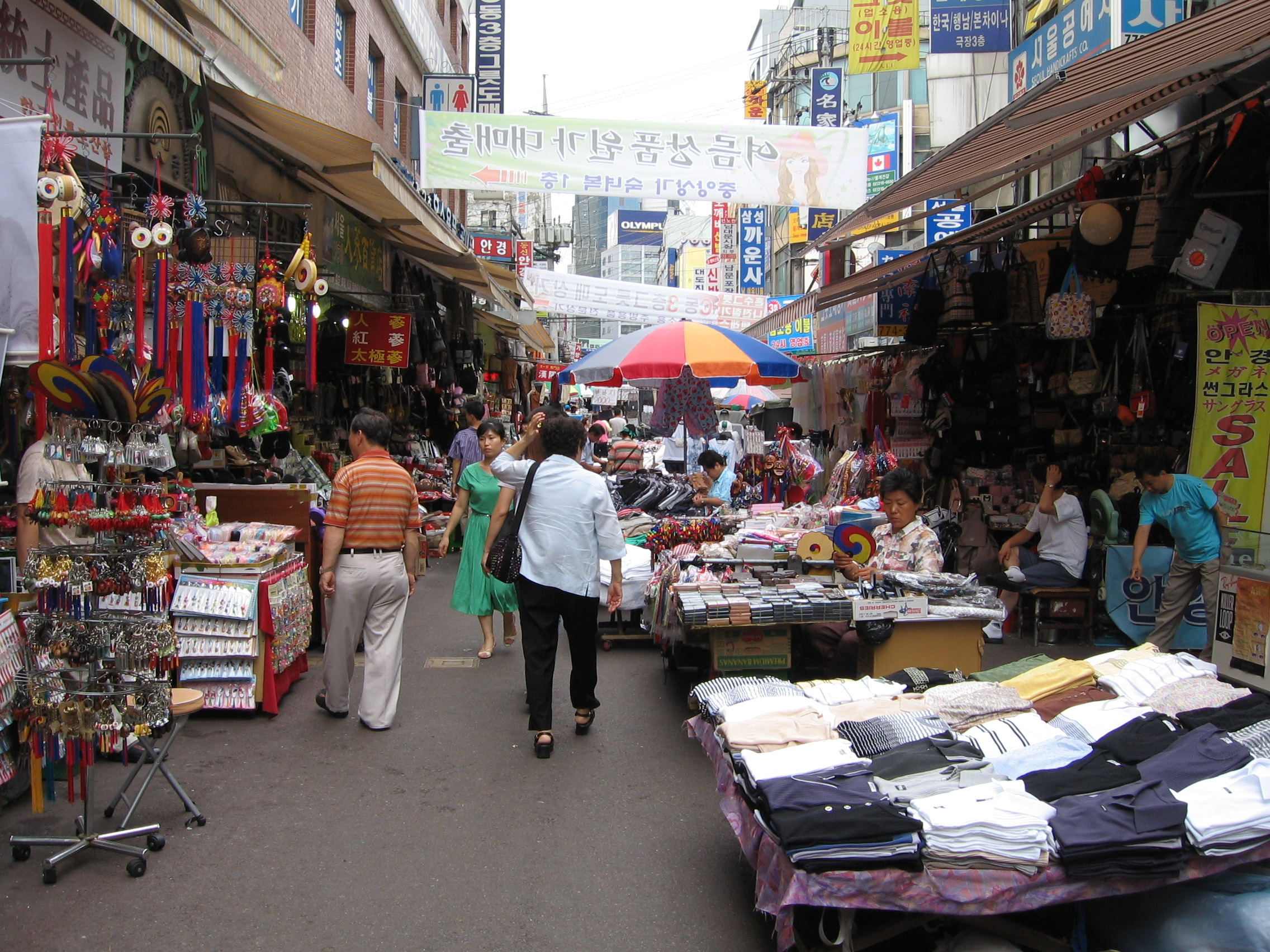
남대문 시장 안의 모습
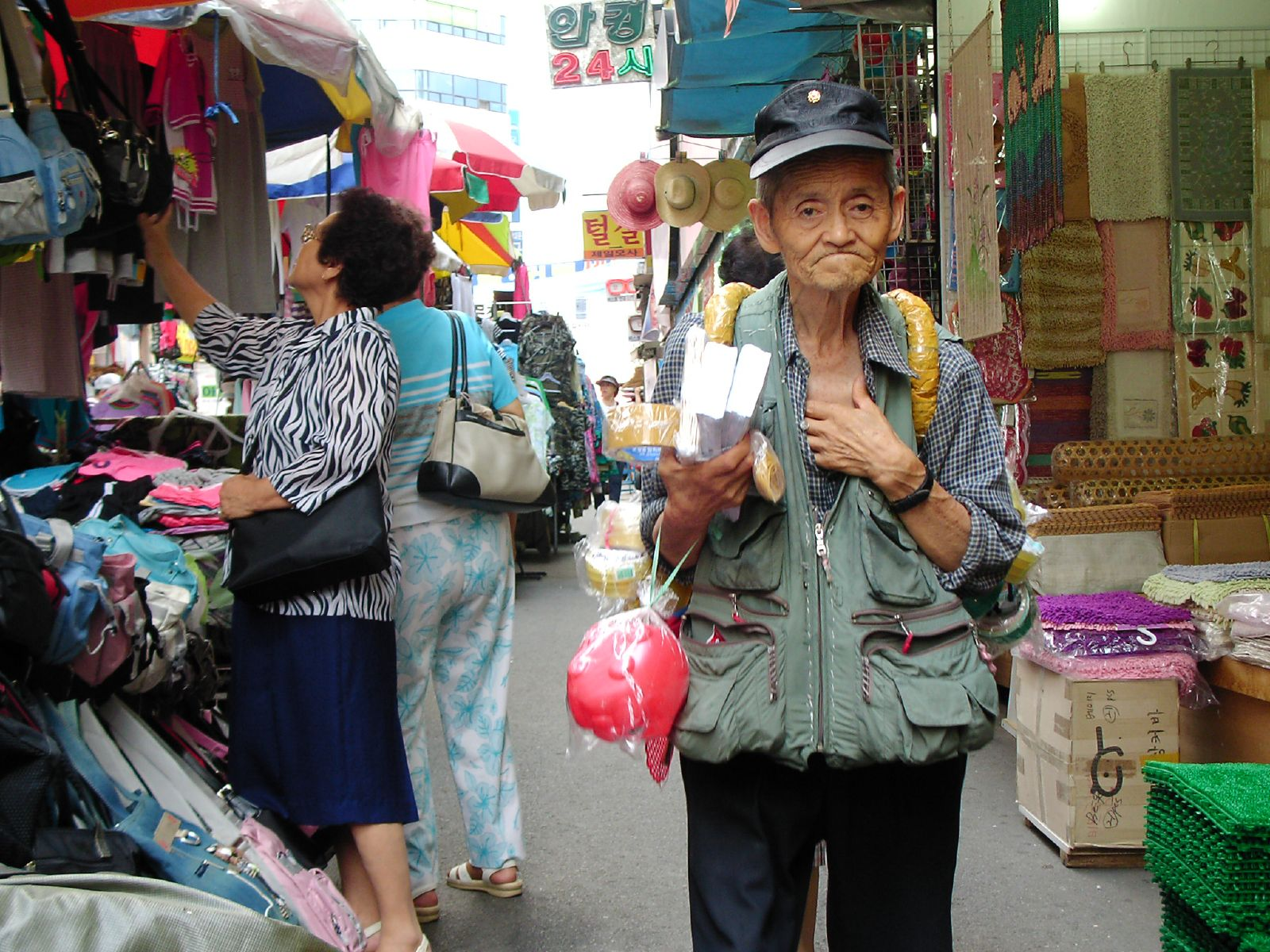
보부상의 모습
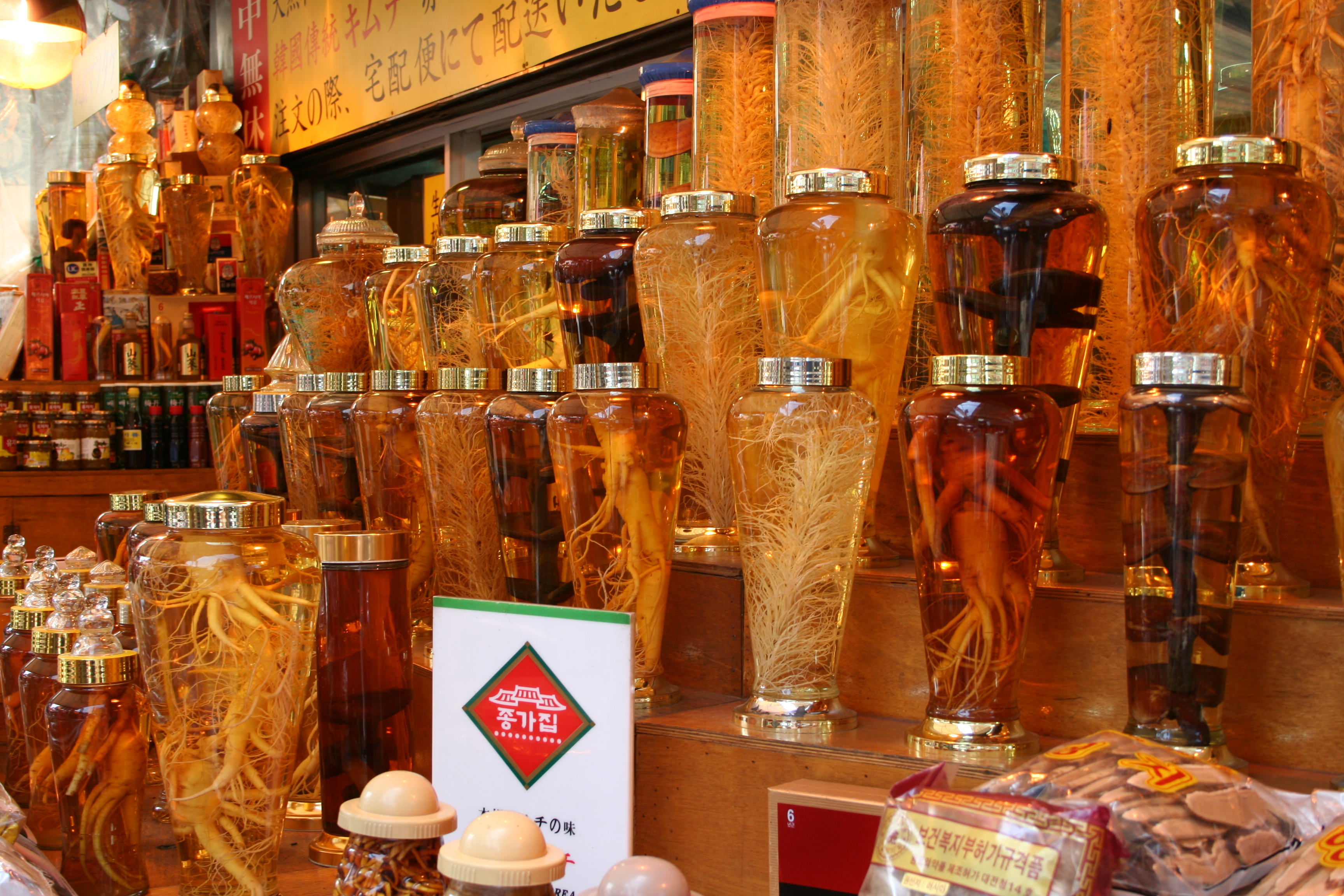
인삼 가게의 진열대
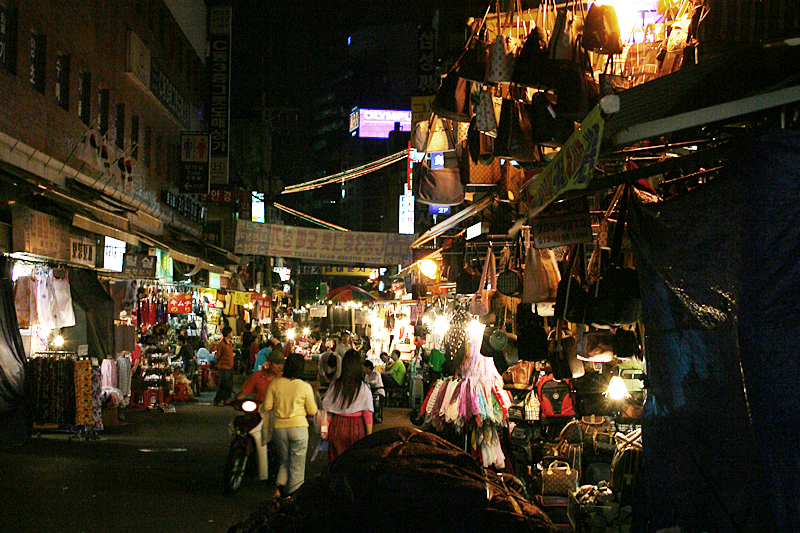
남대문 야시장 풍경

## 같이 보기
- 광장시장
- 숭례문
- 1977년 남대문시장 화재사고